# Nuoto ai campionati europei di nuoto 2016 - 800 metri stile libero femminili
La gara degli 800 metri stile libero femminili degli Europei 2016 si è svolta il 18 e 19 maggio 2016. Al mattino del 18 si sono svolte batterie mentre la finale si è disputata nel pomeriggio del giorno successivo.

## Podio
| Pos.    | Atleta         | Nazione     |
| ------- | -------------- | ----------- |
| Oro     | Boglárka Kapás | Ungheria    |
| Argento | Jazmin Carlin  | Regno Unito |
| Bronzo  | Tjaša Oder     | Slovenia    |

## Record
Prima della manifestazione il record del mondo (RM), il record europeo (EU) e il record dei campionati (RC) erano i seguenti.
| Record mondiale       | 8'06"68 | Katie Ledecky     | 17 gennaio 2016 Austin |
| Record europeo        | 8'14"10 | Rebecca Adlington | 16 agosto 2008 Pechino |
| Record dei campionati | 8'15"54 | Jazmin Carlin     | 21 agosto 2014 Berlino |

Durante la competizione non sono stati migliorati record.

## Risultati

### Batterie
| Pos. | Batteria | Corsia | Atleta                | Nazionalità          | Tempo   | Note |
| ---- | -------- | ------ | --------------------- | -------------------- | ------- | ---- |
| 1    | 2        | 4      | Boglárka Kapás        | Ungheria             | 8'27"75 | Q    |
| 2    | 3        | 4      | Jazmin Carlin         | Regno Unito          | 8'29"53 | Q    |
| 3    | 3        | 3      | Diletta Carli         | Italia               | 8'30"41 | Q    |
| 4    | 3        | 6      | Tjaša Oder            | Slovenia             | 8:31"02 | Q    |
| 5    | 2        | 2      | Jimena Pérez          | Spagna               | 8'31"19 | Q    |
| 6    | 2        | 3      | María Vilas           | Spagna               | 8'33"75 | Q    |
| 7    | 3        | 5      | Sharon van Rouwendaal | Paesi Bassi          | 8'36"49 | Q    |
| 8    | 2        | 5      | Simona Quadarella     | Italia               | 8'37"25 | Q    |
| 9    | 2        | 7      | Ajna Késely           | Ungheria             | 8'38"02 |      |
| 10   | 3        | 2      | Adél Juhász           | Ungheria             | 8'38"45 |      |
| 11   | 3        | 7      | Anja Klinar           | Slovenia             | 8'39"72 |      |
| 12   | 2        | 6      | Éva Risztov           | Ungheria             | 8'39"81 |      |
| 13   | 3        | 8      | Gaja Natlačen         | Slovenia             | 8'40"78 |      |
| 14   | 2        | 8      | Špela Bohinc          | Slovenia             | 8'42"19 |      |
| 15   | 3        | 1      | Julia Hassler         | Liechtenstein        | 8'42"69 |      |
| 16   | 2        | 1      | Milena Karpisz        | Polonia              | 8'46"33 |      |
| 17   | 1        | 3      | Abbie Wood            | Regno Unito          | 8'47"04 |      |
| 18   | 1        | 5      | Antonia Massone       | Germania             | 8'47"05 |      |
| 19   | 2        | 0      | Alice Dearing         | Regno Unito          | 8'47"39 |      |
| 20   | 1        | 4      | Tereza Závadová       | Rep. Ceca            | 8'49"10 |      |
| 21   | 2        | 9      | Martina Elhenická     | Rep. Ceca            | 8'56"61 |      |
| 22   | 3        | 9      | Paulina Piechota      | Polonia              | 8'58"51 |      |
| 23   | 3        | 0      | Diana Duraes          | Portogallo           | 9'01"65 |      |
| 24   | 1        | 6      | Laura Lajunen         | Finlandia            | 9'15"75 |      |
| 25   | 1        | 2      | Nejla Karić           | Bosnia ed Erzegovina | 9'18"39 |      |

### Finale
| Pos. | Corsia | Atleta                | Nazionalità | Tempo   | Note |
| ---- | ------ | --------------------- | ----------- | ------- | ---- |
|      | 4      | Boglárka Kapás        | Ungheria    | 8'21"40 |      |
|      | 5      | Jazmin Carlin         | Regno Unito | 8'23"52 |      |
|      | 6      | Tjaša Oder            | Slovenia    | 8'25"68 |      |
| 4    | 7      | María Vilas           | Spagna      | 8'26"61 |      |
| 5    | 8      | Simona Quadarella     | Italia      | 8'31"43 |      |
| 6    | 2      | Jimena Pérez          | Spagna      | 8'31"62 |      |
| 7    | 3      | Diletta Carli         | Italia      | 8'31"78 |      |
| 8    | 1      | Sharon van Rouwendaal | Paesi Bassi | 8'35"76 |      |